# Liste von Persönlichkeiten aus Giornico
Diese Liste enthält in Giornico geborene Persönlichkeiten und solche, die in Giornico ihren Wirkungskreis hatten, ohne dort geboren zu sein. Die Liste erhebt keinen Anspruch auf Vollständigkeit.

## Persönlichkeiten
(Sortierung nach Geburtsjahr)
- Bernardo da Giornico (* um 1135 in Giornico, erstmals erwähnt 1160; † nach 1176 ebenda), Vogt des Livinentals[1][2]
- Ottone Visconti (1207–1295), Erzbischof von Mailand und der Begründer der Macht der Familie Visconti, lebte in Giornico

- Familie Stanga. [3]
  - Nicolaus Stanga (* um 1400 in Giornico; † nach 1439 ebenda ?), war 1439 Kriegskommissar und Truppenkommandant des Herzogs von Mailand in Bellinzona[3]
  - Carlo Francesco Stanghi (* um 1415 in Giornico; † nach 1449 ebenda), als Adeliger und Hauptmann 1449 erwähnt, erster der Familie von Giornico, Verwaltungsrichter der Vogtei Valle Leventina[3]
  - Francesco Martino Stanga (* um 1440; † nach 1478), Anführer der Leventiner im 1478 in der Schlacht bei Giornico[4][3][5]
  - Gerolamo Stanga (* um 1445 in Giornico; † nach 1478), Hauptmann des Herzogs von Mailand im Giornico-Krieg 1478, befehligte die Verteidigungstruppen von Locarno[3]
  - Giovanni Battista Stanga (* um 1470 in Giornico; † 1513 in Novara), Hauptmann der Leventiner, gestorben in der Schlacht bei Novara 1513[3]
  - Giovanni Clemente Stanga (* um 1480 in Giornico; † nach 1522 in Cremona?), Gouverneur von Cremona für König Franz I. (Frankreich)[3]
  - Andrea Stanga (* um 1560 in Giornico; † nach 1615 ebenda), Venner und einer der vier Richter der Leventina 1615[3]
  - Leonardo Stanga (* um 1575 in Giornico; † nach 1618 ebenda), Mitglied des Rats und Kanzler der Leventina 1618[3]

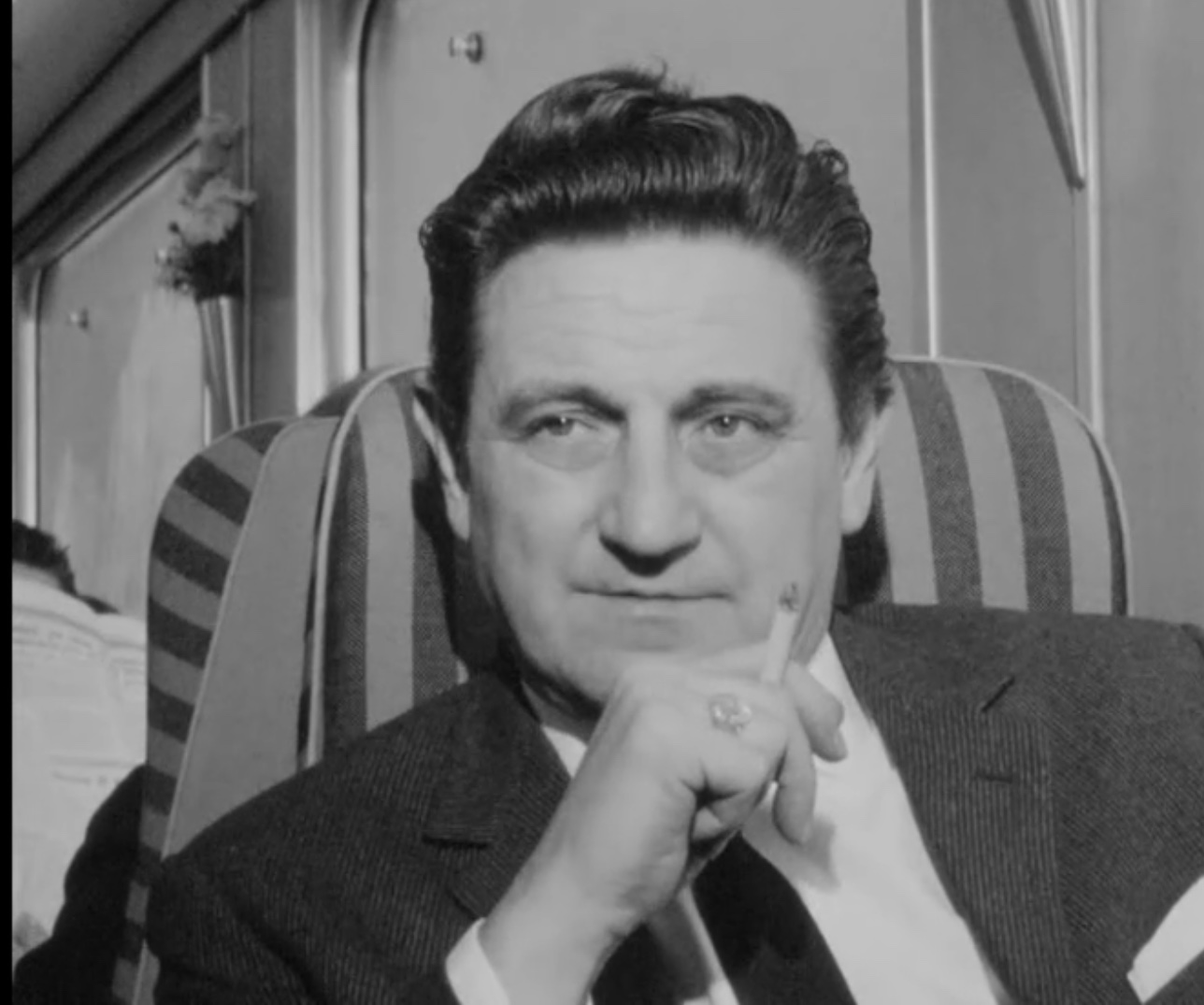
Alberto Stefani

- Antonio Stéfani da Giornico genannt Antogneto (* um 1425 in Giornico, erste Erwähnung 1451; † nach 1499 ebenda), Sohn des Jacobini Stefani, Befehlshaber der Leventiner Milizen und Notar[6][7]
- Antonio Bandera (* um 1515 in Airolo?; † nach 1572 in Giornico ?), Priester, 1572 in Giornico als Apostolischer Visitator oder Generalvikar von Karl Borromäus für die drei Ambrosianischen Täler erwähnt[8]
- Giovan Battista Sala (* 19. April 1764 in Olivone (heute Gemeinde Blenio); † 30. August 1847 in Giornico), Priester, Pfarrer von Chironico, Tessiner Grossrat[9]

- Familie Giudici, Judice, de Judicibus. [10]
  - Giovanni Giudici de ponte de Zornicho (" um 1325 in Giornico; † gegen 1385 ebenda), er beschenkte 1385 die Sankt Antoniuskapelle in der Pfarrkirche Sankt Michael von Giornico[10]
  - Giovanni Giudici (* um 1365 in Giornico; † nach 1412 in Biasca), Propst von Biasca (1404–1412)[10]
  - Pietro Giudici (* um 1540 in Giornico; † nach 1585 ebenda), Venner der Leventina (1577) und Zeughauswächter von Giornico. 1585 bekleidete er noch beide Aemter[10]
  - Magno Giudici (* um 1580 in Giornico; † nach 1640 ebenda), Hauptmann in Holland, er erhielt das Urner Landrecht. Von ihm Wolfgang stammt wahrscheinlich ab[10]
  - Giovanni Angelo Giudici (* um 1590 in Giornico; † 1623 ebenda), Statthalter des Landvogts von Blenio, 1607 erwähnt, wurde gegen 1623 ermordet[10]
  - Guido Giudici (* um 1592 in Giornico; † nach 1623 ebenda), Bruder des Giovanni Angelo, Generalkapitän von Blenio, wahrscheinlich schon 1612, als solcher noch 1623 erwähnt[10]
  - Giovan Pietro Giudici (* um 1595 in Giornico; † nach 1654 ebenda), Bruder des Guido, Dolmetscher des Landvogts von Blenio 1624–1628, wurde 1628 des Hochverrats angeklagt und verhaftet, 1639 wieder freigelassen, Generalkapitän 1651 und 1654[10]
  - Maino Giudici (* um 1600 in Giornico; † nach 1640 ebenda), Venner von Blenio 1640[10]
  - Wolfgang de Judicibus (* um 1605 in Giornico; † nach 1658 ebenda), Sohn des Magno?, Landvogt der Riviera TI 1654–1656 und von Bellinzona 1656–1658[10]
  - Cipriano Giudici (* um 1615 in Giornico; † nach 1677 ebenda), Generalkapitän der Leventina 1649 und Zeughauswächter von Giornico. 1677 war er noch Hauptmann und wurde nach Altdorf UR geschickt, um vor dem Rat von Uri die Freiheiten der Leventina zu verteidigen[10]
  - Giovanni Enrico Giudici (* 1703 in Giornico; † 1774 ebenda), Priester, seit 1724 Pfarrer von Giornico, Stiftsvikar der Leventina[10]
  - Carlo Enrico Giudici (* 1705 in Giornico; † 1783 ebenda), Priester, Pfarrer von Giornico seit 1743, erzbischöflicher Kommissär für die Leventina[10]
  - Cipriano Giudici (* 1776 in Giornico; † 1829 ebenda), Politiker, Tessiner Grossrat 1808–1815 und 1821–1827, er stimmte 1811 für die Abtretung des Südtessins an das Königreich Italien (1805–1814); 1814 war er Mitglied der Delegation zur Regierung von Altdorf, um über den Anschluss der Leventina an den Kanton Uri zu verhandeln[10]
  - Giacomo Francesco Giudici (* 1817 in Giornico; † 1881 ebenda), Politiker, Staatsrat 1846–1851[10]
  - Rachele Giudici (* 7. April 1887 in Giornico; † 20. Oktober 1959 in Faido), Malerin, Illustratorin, Forscherin, Dozentin an der Magistrale femminile von Locarno[11][12]
  - Erminio Giudici (1919–2023), Ingenieur, Offizier, Oberbefehlshaber der Grenzbrigade 9, Präsident der Società Federale di Giannastica SFGB-SFG Bellinzona[13]

- Carlo Maggini (1877–1941), Journalist, Tessiner Grossrat, Staatsrat (Erziehungs- und Finanzdepartement), Nationalrat
- Giovanni Snider (* 8. März 1878 in Giornico; † 21. Februar 1968 in Brione sopra Minusio), Pfarrer von Rossura, Erzpriester von Mendrisio, Sekretär der Unione popolare cattolica ticinese[14]
- Carlo Pometta (1896–1979), Bundesrichter
- Agostino Robertini (* 13. Oktober 1904 in Giornico; † 21. Dezember 1988 in Intragna TI), Priester, Ehrendomherr der Kathedrale San Lorenzo (Lugano), Kunsthistoriker[15]
- Alberto Stefani (1918–2006), Politiker, Tessiner Grossrat, Staatsrat (Erziehung und Inneres, ab 1959 neu geschaffenes Wirtschaftsdepartement), Ständerat
- Claudio Generali (* 17. Januar 1943 in Lugano; † 19. Mai 2017 in Gentilino), Bankier und Politiker[16]
- Francesco Vallana (* 17. September 1944 in Giornico, Bürger von Russo), Ingenieur und Maler, lebt in Kolumbien[17]
- Donatello Poggi (* 7. April 1956 in Biasca; † 17. März 2024 in Giornico), Tessiner Grossrat[18], Gemeinderat und Vizegemeindepräsident von Giornico